# Cecilia Berenice Rojas García
Cecilia Berenice Rojas García es una escritora mexicana, nacida en La Paz, Baja California Sur en 1979. 

## Obras literarias
Ha publicado:
- El Fabuloso Ríver  (Novela digital, Editorial Tintaverde 2015) Link de descarga.
- Debajo de mi cama vive un duende, texto (Libro Álbum Ilustrado, Instituto Sudcaliforniano de Cultura 2014).
- Vaticinios (Cuentos, Instituto Sudcaliforniano de Cultura 2013).
- Cuando todo esto acabe (Cuentos, Instituto Sudcaliforniano de Cultura 2005).
- El hombre civilizado y otros cuentos (Cuentos, Instituto Sudcaliforniano de Cultura 2018).

## Antologías
- LADOS B, Narrativa de alto riesgo (Editorial Nitro Press, México, 2016).
- Caminos que se bifurcan (Ernestina Yépiz, Instituto Sinaloense de Cultura, México, 2015).
- La hermana de Shakespeare. La imagen de la mujer en la narrativa femenina del noroeste (Jesús Manuel Rodelo, Ayuntamiento de Culiacán, México, 2009).
- Quince golpes en la cabeza (Ernesto Pérez Castillo, Editorial Cajachina, Cuba, 2008).
- A sus libertades alas (Marta Piña Zentella, Estela Davis, Ana Rosshandler y Leticia Garriga, Instituto Sudcaliforniano de Cultura, México, 2007)
- Novísimos cuentos de la República Mexicana. 32 relatos cortos, cuentos postmodernos y minificciones (Mayra Inzunza, Editorial Tierra Adentro, México, 2005).

## Premios y becas
- Becaria del FONCA en la categoría jóvenes creadores en la disciplina de novela y bajo la tutela de Rafael Ramírez Heredia.Emisión 2004-2005
- Ganadora del Concurso de Fiestas de Fundación de la ciudad de La Paz, con el libro Cuando todo esto acabe, en 2002.
- Becaria del Fondo Estatal para la Cultura y las Artes en 2001 y 2007.
- Ganadora del primer concurso estatal de Libro Álbum con el texto de Debajo de mi cama vive un duende, en 2013.
- Ganadora del Concurso Estatal de Cuento Ciudad de la Paz, con el libro El hombre civilizado y otros cuentos, en 2017.

### Sitios web de la autora
- El grifo vegetariano, Blog personal

- Datos: Q5759773